# Johnny Miller
John Laurence Miller (San Francisco, 29 aprile 1947) è un golfista statunitense.
Johnny Miller si è illustrato a livello mondiale soprattutto intorno alla metà degli anni settanta.
Ha ottenuto ben 25 vittorie nel PGA Tour tra il 1971 e il 1994.
Nel 1973 vinse il suo primo major championship, lo U.S. Open, che quell'anno fu giocato sull'Oakmond Golf Club in Pennsylvania. Il suo score fu di 279 colpi (71-69-76-63), pari a cinque sotto il par, risultato che gli consentì di battere di un colpo il connazionale John Schlee.
Nel 1974 fu il giocatore dell'anno della PGA e nello stesso anno e in quello successivo fu al secondo posto dietro a Jack Nicklaus nei Mark McCormack's world golf rankings.
Nel 1976 al Royal Birkdale Golf Club Miller conquistò il suo secondo major championship, l'Open Championship, giocando quello che fu definito il miglior golf del momento, lasciando al secondo posto, oltre all'Orso d'oro Jack Nicklaus, un diciannovenne Severiano Ballesteros, il cui astro cominciava così a brillare nel firmamento del golf mondiale.
Entrò a far parte della World Golf Hall of Fame nel 1998.